# Still Over It
Still Over It è il secondo album in studio della cantante statunitense Summer Walker, pubblicato il 5 novembre 2021 dalle etichette discografiche LVRN e Interscope Records.

## Antefatti
In seguito alla pubblicazione dell'album Over It, Summer Walker ha pubblicato l'EP Life on Earth nel luglio 2020 e ha contestualmente rivelato di essere rimasta incinta dal produttore di Over It London on da Track. Dopo aver partorito la sua primogenita, nella primavera 2021 la cantante ha cominciato a rivelare i primi dettagli circa il progetto. Nel mese di giugno seguente ha condiviso una serie di scatti in studio di registrazione con i colleghi Omarion, SZA e Pharrell Williams.
La cantante aveva pensato di annunciare ufficialmente il progetto su red carpet degli annuali BET Hip Hop Awards in ottobre, salvo poi non prendervi parte e gestire l'annuncio attraverso la pubblicazione sulla propria rete sociale un video di se stessa mentre mostra su un proiettore una scritta secondo cui l'album sarebbe stato pubblicato a novembre.

## Promozione
Il 4 ottobre 2021, in occasione del secondo anniversario di Over It, la cantante diffonde un video promozionale che vede la stessa intraprendere una conversazione telefonica con JT delle City Girls, richiamando lo stile visivo del primo album. Il 17 ottobre Walker ha lanciato una sfida per i fan di Atlanta, Chicago e New York che avrebbero dovuto rompere una scatola di vetro contenente un hard drive con le tracce disponibili per l'ascolto in anteprima. L'album è stato pubblicato nei formati CD, LP, download digitale e streaming il 5 novembre 2021, insieme a una serie di edizioni limitate caratterizzata dall'impiego di copertine alternative o dall'aggiunta di interpretazioni a cappella di alcune delle tracce contenute nell'edizione standard.
L'8 novembre si è esibita sulle note di Unloyal al Tonight Show condotto da Jimmy Fallon, nuovamente riproposta dal vivo insieme a Ari Lennox durante la cerimonia di premiazione dei Soul Train Music Awards il 28 novembre. Il 9 novembre la cantante ha eseguito gran parte del disco e altri brani della sua discografia durante una diretta streaming sulla piattaforma a pagamento YouTube Premium. Il giorno dopo ha eseguito Toxic insieme al singolo del 2019 Playing Games e a una propria interpretazione di Bag Lady di Erykah Badu nell'ambito del segmento radiofonico Xtra's Live Lounge dell'emittente britannica BBC Radio 1. Da marzo 2022 si è tenuto il The Summer Walker Series, tour promozionale per il disco con concerti negli Stati Uniti e in Regno Unito.

## Tracce
1. Bitter (narrazione di Cardi B) – 4:41
2. Ex for a Reason (con JT delle City Girls) – 3:45
3. No Love (con SZA) – 3:51
4. Throw It Away – 2:31
5. Reciprocate – 3:02
6. You Don't Know Me – 3:20
7. Circus – 2:12
8. Insane – 3:09
9. Constant Bullshit – 3:17
10. Switch a Nigga Out – 2:57
11. Unloyal (con Ari Lennox) – 3:27
12. Closure – 2:11
13. Toxic (feat. Lil Durk) – 4:26
14. Dat Right There (con Pharrell Williams) – 3:10
15. Screwin (con Omarion) – 5:33
16. Broken Promises – 3:03
17. Session 33 – 2:07
18. 4th Baby Mama (Prelude) – 1:15
19. 4th Baby Mama – 3:45
20. Ciara's Prayer (narrazione di Ciara) – 1:54

## Successo commerciale
Over It ha debuttato direttamente alla 1ª posizione della Billboard 200 statunitense con 166 000 unità vendute nella sua prima settimana, di cui 12 000 vendite pure, 1 000 track-equivalent units (equivalenti alle vendite digitali delle singole tracce) e 153 000 stream-equivalent units (risultanti da 201.1 milioni di riproduzioni sulle piattaforme di streaming). L'album non solo è diventato il primo della cantante a piazzarsi in vetta alla classifica, ma ha anche infranto il primato fino ad allora detenuto dal predecessore Over It come debutto settimanale streaming più alto per un'artista R&B femminile negli Stati Uniti. Il 1º ottobre 2024 è stato premiato con la certificazione di disco di platino dalla Recording Industry Association of America per aver superato la soglia del milione di copie in patria.
In Sudafrica, tutte le tracce contenute all'interno del disco sono riuscite a piazzarsi entro i primi cento posti della classifica dei singoli locali, segnando un record per tale mercato.

## Classifiche

### Classifiche settimanali
| Classifica (2021) | Posizione massima |
| ----------------- | ----------------- |
| Australia         | 18                |
| Belgio (Fiandre)  | 21                |
| Belgio (Vallonia) | 30                |
| Canada            | 3                 |
| Danimarca         | 36                |
| Francia           | 27                |
| Irlanda           | 22                |
| Norvegia          | 18                |
| Nuova Zelanda     | 13                |
| Paesi Bassi       | 8                 |
| Regno Unito       | 5                 |
| Stati Uniti       | 1                 |
| Svezia            | 59                |
| Svizzera          | 18                |

### Classifiche di fine anno
| Classifica (2022) | Posizione |
| ----------------- | --------- |
| Stati Uniti       | 19        |